# Петро Часто
Петро Часто (нар. 24 червня 1939, село Довгобичів Грубешівського повіту) — український журналіст і письменник, редактор газети «Свобода», націоналист.

## Біографія
Петро Іванович Часто народився 24 червня 1939 року на Холмській Русі, в селі Долгобичі Грубешівського повіту, де родину Частів після Другої світової війни, як і всіх лемків-українців Польщі, спіткала лиха доля — тодішні власті, згідно зі схваленою Сталіним операцією «Вісла» (боротьба з Українською Повстанською Армією), однією-однісінькою акцією ліквідували найзахіднішу групу українців, що споконвіку жила на цих землях, поголовно виселивши її зі століттями насиджених місць — одних невеличкими групками на північ Польщі, інших в Україну. Одним з ешелонів родину Частів вивезли на Волинь. Тут він здобув середню освіту. Якийсь час працював шахтарем, пройшов строкову армійську службу й подався в журналістику. Закінчив факультет журналістики Львівського держуніверситету. Працював у районних газетах на Львівщині. З другої половини 60-х років його вдумливу, емоційно наснажену публіцистику не тільки на шпальтах обласної, але й республіканської преси добре пам'ятають на Закарпатті, коли працював у «Закарпатській правді» спершу кореспондентом, відтак завідувачем відділу культури — аж поки знов з'явилися копачі компромату, які відкопали його догану. Довелося перейти на іншу роботу — літпрацівником обласного музично-драматичного театру в Ужгороді. Доклав неймовірних зусиль, аби знову повернутися до улюбленого фаху. З 1975 по 1990 рік був редактором, потім завідувачем редакцією у книжковому видавництві «Карпати». У 1989—1990 рр. ще за Радянського Союзу редагував також першу на Закарпатті газету нового, відродженського типу, модель якої сам й розробив — «XXI вік».
У серпні 1990 року виїхав у США задля порятунку немічної наймолодшої доньки. Нині його добре знає україномовний читач у США як публіциста й працівника найтривалішої за часом видання щоденної української газети «Свобода», яка видається у США. Їй у вересні 2013 р. сповнилося 120 років. Нині це україномовний щотижневик Українського Народного Союзу США «Свобода», одним із двох редакторів україномовного випуску якого він є. Редагував у США також два українські журнали. Упродовж останнього десятиліття упорядковує також щорічники-альманахи Українського Народного Союзу США.

## Доробок
Публіцистичний доробок П. Часта на газетних шпальтах, як і його відданість газетярству, подиву гідні. Праця в газеті стала сенсом його життя, внутрішньою сутністю єства, сферою, якій віддав найбільше сил. Чи не із самих початків журналістської праці крізь роки і десятиліття проніс вірність аналітичній публіцистиці емоційного типу. Журналістські набутки Петра Часта засвідчують плідну майстерність в усіх публіцистичних жанрах. Лише інтерв'ю з відомими людьми Америки, України та інших обширів світу, опубліковані ним в україномовній пресі США, важко навіть перерахувати. Епіцентром тут Україна, її історія і сьогодення. Частка тих, з ким розмовляв, — це Київський Патріарх Філарет‚ кардинал Любомир Гузар‚ єпископ Василь Лостен‚ ректор УКУ Борис Ґудзяк‚ Мирослав Маринович‚ Валентин Мороз‚ Дмитро Павличко‚ дириґент нью-йоркської «Думки» Василь Гречинський‚ Анатолій Солов'яненко‚ колишній президент Світового конґресу українців Аскольд Лозинський‚ кінорежисер Олесь Янчук‚ член Мальтійського ордену Роман Барановський і голова Комісії здоров'я Нац. ради жінок України Людмила Порохняк-Гановська. Новелістика Петра Часта-прозаїка представлена у двох його книгах– «Високе село» та «Самотності просто нема». Окремі авторські книжкові видання: * Високе село: оповідання. — Ужгород : Карпати, 1978.
- Самотності просто нема: оповідання. — Ужгород : Карпати, 1985.
- Між…. — Ужгород : Патент, 1998.
- Звідки ж ти‚ Росіє‚ і куди. — Ужгород : Патент, 1998.
- На полі Куру. — Ужгород : Патент, 2006.
- Жовте листя по синій воді. — Ужгород : Патент, 2009.
- Пам'ятай. — Ужгород : Патент, 2009.
- З нашого поля. — Ужгород : Патент, 2009.
- Володимир Соловйов про Вселенську Церкву. — 2000.
- Вільне слово американської України. — Ужгород : Патент, 2012.**
- Вулиця Рилєєва: повісті. — Ужгород : TIMPANI, 2017.
- Сльоза з Божих очей (читацькі рефлексії). — Ужгород : TIMPANI, 2017.